# Rimafűrész
Rimafűrész (szlovákul Rimavská Píla) Tiszolc településrésze Szlovákiában, a Besztercebányai kerület Rimaszombati járásában, 1978-ig önálló község.

## Fekvése
Rimaszombattól 30 km-re északra, Tiszolc központjától 3 kilométerre délre, a Rima jobb partján fekszik.
Egyike a Tiszolcot alkotó két kataszteri területnek, területe 20,7274 km².

## Története
A 18. század végén Vályi András így ír róla: „FÜRÉSZ. Pila. Tót falu Kis Hont Vármegyében, földes ura a’ Királyi Kamara, lakosai 700 katolikusok, és evangelikusok, fekszik erdők között Rima vize mellett Tiszóltztól nem meszsze, határbéli földgye középszerű, néhol pedig soványas, legelője elég, Breznyó Bányától sints igen meszsze, lakosai fa edényeket készítenek, mellyeket elszoktak adni, teje elég van, a’ Tiszoltzi vashámorok szomszédságjokban vagynak, második Osztálybéli."
Fényes Elek 1851-ben kiadott geográfiai szótárában így ír a faluról: „Pila vagy Fűrész, tót falu, Gömör-Kis-Hont vmegyében, a Rima mellett, Tiszolczhoz délre 1/2 órányira: 27 kath., 712 evang. lak. Evang. anya sz. egyházzal. Földei hegyoldalban feküsznek; juhot igen sokat tartanak. F. u. a kamara. Ut. p. Rimaszombat."
Borovszky monográfiasorozatának Gömör-Kishont vármegyét tárgyaló része szerint: „Fűrész, rimavölgyi tót kisközség, 133 házzal és 749 ág. h. evangelikus lakossal. 18. századi telepes község s a kir. kamara volt a földesura. Azelőtt Pila tót néven volt ismeretes. Ág. h. ev. temploma 1777-ben épült. A község postája, távírója és vasúti állomása Tiszolcz."
1907-ben hivatalos nevét Fűrészről Rimafűrészre változtatták. A trianoni békeszerződésig Gömör-Kishont vármegye Rimaszombati járásához tartozott.
1920-tól hivatalos szlovák neve Píla, melyet 1948-ban Rimavská Pílára változtattak. 1978-ban Tiszolchoz csatolták.

## Népessége
1910-ben 690, túlnyomórészt szlovák lakosa volt.
1921-ben 661-en lakták, ebből 657 szlovák nemzetiségű, 599 evangélikus vallású.

## Nevezetességei
- A helyi paplakban élt és alkotott a 19. században Terézia Vansová szlovák írónő.